# Aspe (seizoen 4)
Het vierde seizoen van de Belgische televisieserie Aspe werd uitgezonden tussen 3 maart 2008 en 26 mei 2008. De reeks telt 13 afleveringen.

## Rolverdeling
| Acteur                 | Personage         | Hoofdcast        | Gastrol         |
| ---------------------- | ----------------- | ---------------- | --------------- |
| Herbert Flack          | Pieter Van In     | volledig seizoen |                 |
| Lucas Van den Eynde    | Guido Versavel    | 10 afleveringen  |                 |
| Francesca Vanthielen   | Hannelore Martens | volledig seizoen |                 |
| Michel Van Dousselaere | Roger De Kee      | volledig seizoen |                 |
| Mathias Coppens        | Mitch De Decker   | volledig seizoen |                 |
| Maaike Cafmeyer        | Carine Neels      | volledig seizoen |                 |
| Herman Boets           | Leo Vanmaele      |                  | 12 afleveringen |
| Günther Lesage         | Frank Cobbaert    |                  | 6 afleveringen  |
| Camilia Blereau        | Wivina Lansier    |                  | 3 afleveringen  |
| Dimitri Dupont         | Paul Beekman      |                  | 1 aflevering    |

## Afleveringen

### Brugse Bruine
De spoedafdeling van het Brugse AZ wordt overrompeld door patiënten met een ernstige voedselvergiftiging. Al snel wordt duidelijk dat ze allemaal hetzelfde streekbier hebben gedronken: Brugse Bruine van de lokale brouwerij Verbeke. Van In snapt niet waarom de politie zich hiermee zou moeten bezighouden, maar dat verandert wanneer de volgende ochtend het lijk van Thierry Verbeke (Karl Marteau), de zaakvoerder van de brouwerij, uit het Minnewater wordt gevist. Thierry is de zoon en opvolger van stichter Vader Verbeke (Alex Wilequet). Onderzoek wijst uit dat de man al dood was voor hij in het water belandde: moord dus. Volgens Commissaris De Kee is er minstens één partij die voordeel haalde uit de problemen bij Verbeke, met name grote concurrent brouwerij Albert De Caluwé (Joris Van den Eynde). Maar er blijken nog wel wat mensen niet echt rouwig te zijn om het overlijden van Thierry Verbeke. De speurders ontdekken immers dat de man er meerdere minnaressen op nahield en zijn huwelijk met Christine Driessens (Viv Van Dingenen) verre van onbesproken was aangezien hij een relatie had met directiesecretaresse Kaat Plovie (Griet Boels), de dochter van zijn meestergast Piet Plovie (Geert Vermeulen), die destijds ook verliefd was geworden op Christine.

### Eeuwige Vriendschap
Gravin Helene Veldmans de Valet wordt vermoord teruggevonden in haar buitenverblijf in Zeebrugge. Een uit de hand gelopen homejacking of een huurmoord? Volgens graaf Simon de Valet (Frank Dingenen), de broer van het slachtoffer, bestaat er weinig twijfel: zijn zus is uit de weg geruimd in opdracht van haar echtgenoot, de beruchte advocaat Nico Veldmans (Mike Verdrengh). Beiden waren in een vechtscheiding verwikkeld, en Nico heeft ook een maîtresse: Maya Verbeeck (Bieke Ilegems). Van In is het niet eens met de theorie van de graaf en dat heeft zo zijn redenen. Veldmans is immers een oude en dierbare vriend van de hoofdinspecteur, hij was zelfs samen met hem op restaurant op het moment van de moord. Maar Nico Veldmans is niet helemaal eerlijk geweest en langzaam stapelen de bewijzen tegen hem zich op. Commissaris De Kee dringt erop aan dat Van In zich van de zaak terugtrekt, maar die weigert. Hij komt echter helemaal geïsoleerd te staan in zijn team wanneer zelfs Hannelore en Versavel niet langer twijfelen aan de schuld van Veldmans. 

### Requiem
Erik Maertens kijkt door het raam zijn bezoeker na, die met de wagen wegrijdt, wanneer hij plots door de knieën zakt, braakt en sterft. Maertens is vergiftigd en alles wijst er op dat hij amper vijf minuten voor zijn dood nog thee gedronken heeft met zijn moordenaar. Marijke Delanoye (Elise Devliegher) is erg aangeslagen door de plotse dood van haar man en kan nauwelijks geloven dat hij vermoord werd. Erik had immers geen vijanden en ook maar één echte vriend, zijn collega Dirk Devroe (Ivan Pecnik), die al even onder de indruk is. Ook bij drukkerij Offset, waar Erik werkte als boekhouder, kende men hem als een stille teruggetrokken man die met niemand problemen had. Dat laatste blijkt alvast niet te kloppen wanneer plots de belastinginspectie binnenvalt in de drukkerij. De BBI heeft een volledige kopie gekregen van de zwarte boekhouding van Offset en die kan alleen van Erik gekomen zijn. En er wacht de speurders nog een verrassing als blijkt dat Marijke, Eriks vrouw, zwanger is. Alleen, Erik is niet de vader.

### Oud Zeer
Op het commissariaat wordt de negenjarige Stephen achtergelaten door de juf. Zijn moeder, Maggie, is hem niet komen afhalen op school en ze is ook niet te bereiken via gsm. Dedecker gaat op zoek en vindt de vrouw thuis koelbloedig afgemaakt met twee kogels in de borst. Alles lijkt op een passionele moord: geen sporen van een inbraak of van een vechtpartij. Stephen vertelt de speurders dat Walter Pletinck (Guido De Craene), de eigenaar van het huis dat Maggie huurde, soms kwam babysitten. Pletinck geeft toe dat hij af en toe seks had met Maggie, maar beschikt wel over een alibi. De zaak krijgt een nieuwe wending wanneer er heroïne wordt gevonden in de woning. Het slachtoffer dealde dus. Via haar gsm komen de speurders bij de jonge Hans Allegeers terecht. Hij bestelde regelmatig drugs bij Maggie en vertelt dat zijn overleden zus - verongelukt in een auto-ongeval - een goede vriendin was van Maggie. En dan blijkt dat die zus eveneens een huis huurde van Walter Pletinck.

### Rien ne va Plus
In het holst van de nacht wordt een lijk gedumpt in een park. Het slachtoffer is Bertin De Ridder, een geslaagd zakenman, afgemaakt met een kogel door het hoofd. Buurtonderzoek levert niets op. Een jong koppel dat nochtans vlakbij woont, heeft niets gezien of gehoord. De weduwe van Bertin (Karin Jacobs) is in alle staten. Ze vertelt de speurders dat haar man ontvoerd was. Uit schrik heeft ze niets aan de politie durven te vertellen. Maar ze heeft wel het losgeld betaald in samenwerking met Jeannine De Graef (Kristine Van Pellicom), de vennoot van haar man in de souvenirwinkel. Waarom hebben ze haar man dan toch nog vermoord? Neels en Dedecker ontdekken dat het jong koppel Femke en Gilbert Maremans (Nele Bauwens en Gunter Reniers) plots veel geld uitgeeft. De weduwe van haar kant heeft behoorlijk wat gokschulden uitstaan.

### De Barbiemoorden (deel 1)
Van In wordt geconfronteerd met zijn ergste nachtmerrie: een seriemoordenaar. Op enkele dagen tijd worden twee blonde receptionistes vermoord. De manier waarop is identiek. Zonder geweld of sporen van inbraak geraakt de moordenaar binnen in het appartement van de jonge vrouwen. Hij wurgt zijn slachtoffers en schminkt ze daarna zeer opzichtig. De stad staat in rep en roer. Een specialist van de federale wordt erbij gehaald, maar de speurders vinden geen enkele bruikbare aanwijzing. Dan rest hun enkel het bange afwachten totdat de psychopaat opnieuw toeslaat. En dat gebeurt ook; in een tijdsspanne van amper een half uur worden er twee meisjes vermoord.

### De Barbiemoorden (deel 2)
Brugge is volledig in de ban van de seriemoordenaar die inmiddels vier jonge, blonde vrouwen heeft vermoord. Het voorlaatste slachtoffer is een secretaresse van het parket. De andere meisjes werkten alle drie als receptioniste bij een bedrijf. Deze overeenkomst is een eerste bruikbare aanwijzing voor de speurders en langzaam sluit het net zich rond de moordenaar. Al is Van In er niet helemaal van overtuigd dat alle moorden door één en dezelfde man werden gepleegd. Maar die bekommernis moet voorlopig wijken voor de absolute prioriteit: de dader vatten voordat er een nieuw slachtoffer valt.

### Bijna Beroemd
Roger Brouwers wordt vermoord teruggevonden in een hotelkamer, de kop ingeslagen met een kandelaar. Het slachtoffer - hoofdredacteur van een magazine dat vooral bekend is voor de schaars geklede babes op de cover – had meer vijanden dan hem lief was. Verdachten genoeg dus. Zo zijn er de zeer jaloerse echtgenote van Brouwers, Nathalie Brouwers (Karen Van Parijs), en zijn adjunct-hoofdredacteur Sigurd Verhoeff (Dirk Meynendonckx) die maar al te graag de plaats van Brouwers als hoofdredacteur wilde innemen. De voornaamste verdachte is echter Nadine Verschaert (Sandrine André), babe 2007 van het blad. Zij was immers nog op de kamer van Brouwers voor die vermoord werd. Wanneer de speurders ontdekken dat Nadine een callgirlservice leidt en dat Brouwers dit wilde uitbrengen, lijkt ook het motief voor de moord gekend. Maar dan stort Nadine van het balkon van haar appartement.

### Het Afscheid (deel 1)
Drie mannen vallen 's morgens een villa binnen. Ze gijzelen moeder en zoon en nemen de vader, bankdirecteur Tony Dekkers (Hans Van Cauwenberghe), mee naar zijn kantoor: tiger kidnapping. Door een toevallige politiepatrouille loopt de overval op de bank echter in het honderd. Een van de agenten wordt neergeschoten en de overvallers verschansen zich in de bank met de aanwezige bedienden en klanten als gijzelaars. Onder die gijzelaars ook Frank, de vriend van Versavel. Hij kan via sms de politie nuttige informatie doorspelen. De overvallers eisen een vluchtwagen en een vrije aftocht en om hun eisen kracht bij te zetten wordt een eerste gijzelaar vermoord. De onderhandelaar van de Federale lijkt in te gaan op de eis van de gangsters om verder bloedvergieten te vermijden, maar wanneer de vluchtwagen aankomt, ontstaat er alsnog een vuurgevecht.

### Het Afscheid (deel 2)
Guido Versavel is een gebroken man na de dood van zijn vriend en levensgezel Frank. Ook Van In en Hannelore zitten in zak en as. Terwijl een intern onderzoek wordt gestart naar de omstandigheden van de schietpartij, gaat de zoektocht naar de overlevende overvaller echter onvermoeibaar voort. De gangster blijkt nog steeds in Brugge te zitten want er moeten nog een paar rekeningen vereffend worden. Versavel heeft niet de kracht om zich met het onderzoek in te laten, maar dat verandert wanneer de al eerder gevluchte chauffeur Dirk Bastiaens (Ludo Hoogmartens) van de bende hem contacteert en hem in ruil voor een wederdienst naar de moordenaar van Frank, Marcel 'Cel' Govaerts (Tom Van Bauwel), wil leiden. Guido besluit het recht in eigen handen te nemen.

### Teambuilding
De medewerkers van het succesvolle bedrijfje GPS Solutions worden getrakteerd op een weekend teambuilding. Erg heilzaam voor de groepssfeer is het echter niet: de bedrijfsmanager wordt tijdens een paintball-spel dood teruggevonden. Hij werd neergestoken met een groot zakmes. Van In is vastbesloten om tegen de volgende ochtend deze moord uit te klaren, dus hij laat de acht verdachten in het hotel blijven waar ze het weekend doorbrachten. Dat het al laat is en iedereen emotioneel kapot is, trekt hij zich niet aan: hij gaat heel de nacht door als het nodig is. Van In begint meteen met een ondervragingsronde en ontdekt dat bijna iedereen iets verbergt. Waarom wordt de emotionele Greet (Ann Esch) bedreigd? Waarom ontwijkt een zenuwachtige Nicky (Hilde De Baerdemaeker) zo angstvallig haar echtgenoot Herman (Mathias Sercu)? En wat schuilt er achter de reacties van Filip (Jan Van Hecke), de boezemvriend van het slachtoffer?

### Broederschap (deel 1)
Iemand schoot vechtersbaas Gerard Peeters twee kogels in de buik en één in het hoofd. Peeters was berucht in het portiersmilieu en dus gaat Van In uit van een professionele afrekening. De broers van Gerard, Mon (Tom De Hoog) en Lei Peeters (Jenne Decleir), zweren wraak. Ze weigeren Van In te vertellen wie ze verdenken, maar willen wel graag inzage in het onderzoeksdossier. De broers leiden een schimmig securitybedrijf en De Kee vreest een portiersoorlog. Ook Jan Van Dam (Herbert Bruynseels), zaakvoerder van Van Dam Security en concurrent van de clan Peeters, gaat ervan uit dat de broers zich tegen hem zullen keren en hij treft voorbereidingen, maar is Jan Van Dam zelf wel zo zuiver op de graat? Dan ontdekt Van In dat Gerard het laatst gezien is samen met de cocaïneverslaafde Kevin Lacoste (Jochen Balbaert). Van In beseft dat hij Kevin moet vinden voor de broers Peeters hem te pakken krijgen, maar Kevin en zijn tienjarig dochtertje, Britney (Violet Braeckman), zijn spoorloos verdwenen.

### Broederschap (deel 2)
De politie vindt het lijk van Kevin Lacoste (Jochen Balbaert) en is nu wanhopig op zoek naar zijn tienjarige dochtertje Britney (Violet Braeckman). Ze vrezen dat haar leven in gevaar is. Tegenover Van In licht dancinguitbater Didier Mahot (Leslie De Gruyter) een tip van de sluier, maar het bekomt hem slecht. Hij wordt kort nadien neergeschoten. Van In en De Kee besluiten om de broers Peeters én Jan Van Dam (Herbert Bruynseels) dag en nacht te schaduwen, maar de advocaten van de gangsters slaan terug en De Kee moet de operatie afblazen. Intussen probeert Irene De Mesmaeker (Heidi De Grauwe), een jonge prostituee en vriendin van Kevin, met Britney het land uit te vluchten, maar wat heeft Britney gezien dat de gangsters haar  te allen prijze te pakken willen krijgen?